# Instytut Agrofizyki im. Bohdana Dobrzańskiego Polskiej Akademii Nauk

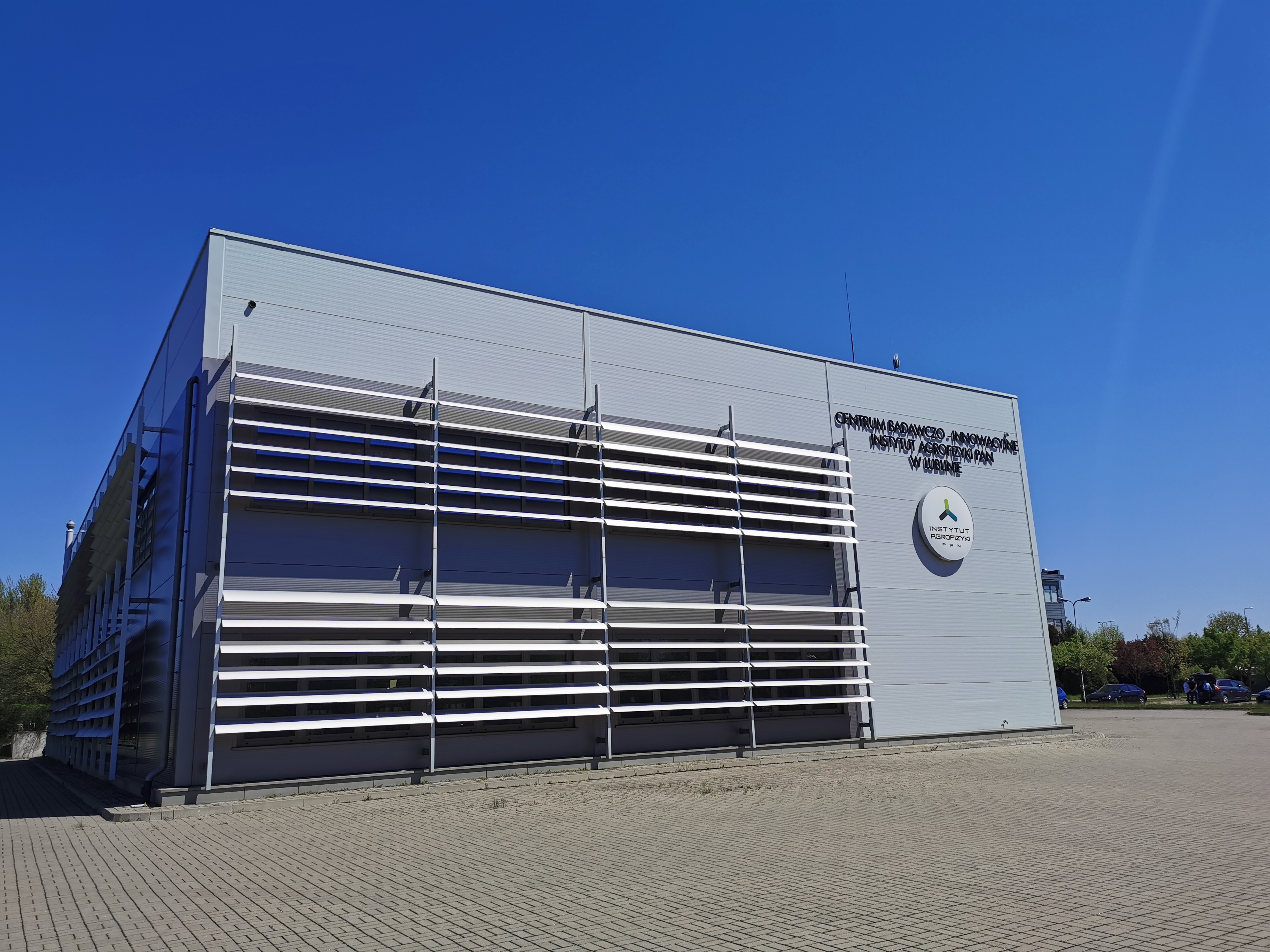
Fot. Agata Pacek-Bieniek

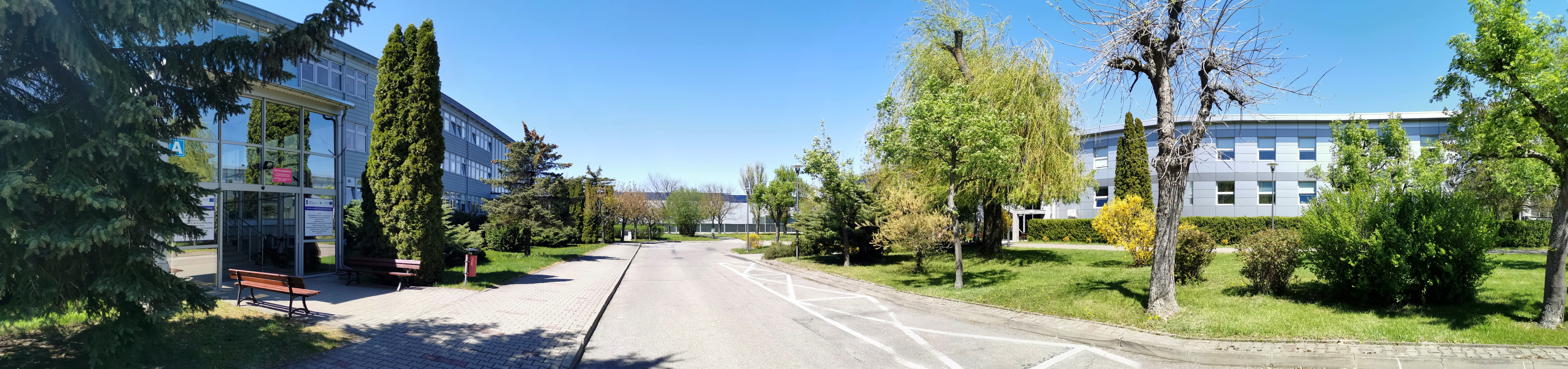
Fot. Agata Pacek-Bieniek

Instytut Agrofizyki im. Bohdana Dobrzańskiego PAN – instytut naukowy Polskiej Akademii Nauk, z siedzibą w  Lublinie, zajmujący się badaniem właściwości fizycznych materiałów oraz procesów istotnych dla środowiska przyrodniczego, zrównoważonej produkcji rolniczej i przetwórstwa płodów rolnych.

## Obszary działalności naukowej
- Fizyka środowiska: Badania i monitoring procesów fizycznych i fizyko-chemicznych w układzie gleba-roślina-atmosfera.
- Fizyka materiałów roślinnych w zrównoważonej produkcji rolniczej: Badania fizycznych właściwości roślin i płodów rolnych oraz procesów zachodzących podczas wegetacji, zbioru, transportu, przechowywania i przetwarzania.
- Metrologia agrofizyczna: Opracowywanie i doskonalenie fizycznych metod pomiarowych.
- Modelowanie i symulacje komputerowe: Modelowanie komputerowe procesów w środowisku przyrodniczym oraz procesów przetwórczych.

## Historia
- 1967 – Pracownia Agrofizyki w Lublinie, utworzona przy istniejącym w Krakowie Zakładzie Fizjologii Roślin PAN

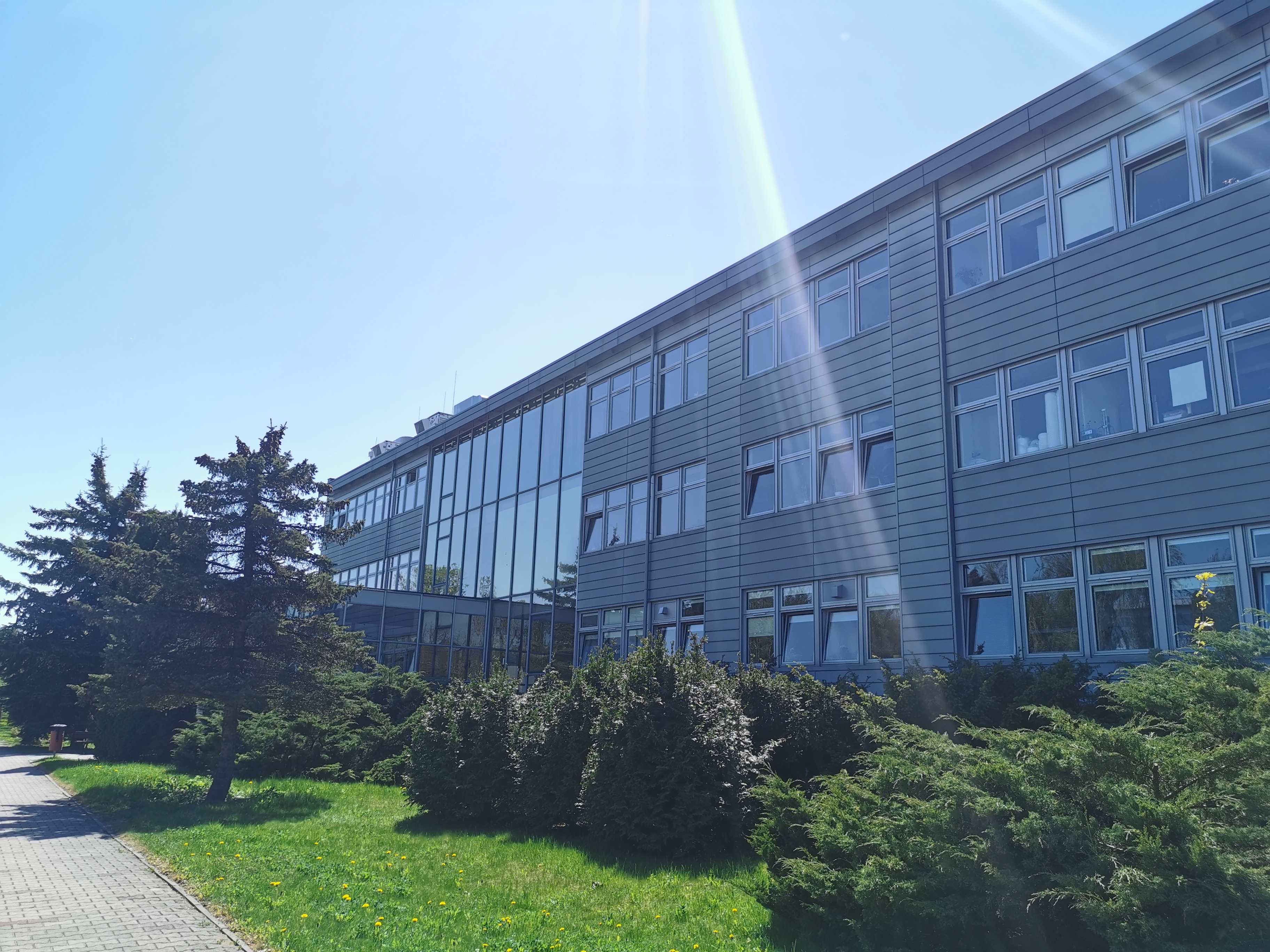
Fot. Agata Pacek-Bieniek

- Fot. Agata Pacek-Bieniek1968 – Zakład Agrofizyki na bazie Zakładu Podnoszenia Żyzności Gleb Uprawnych PAN w Chylicach

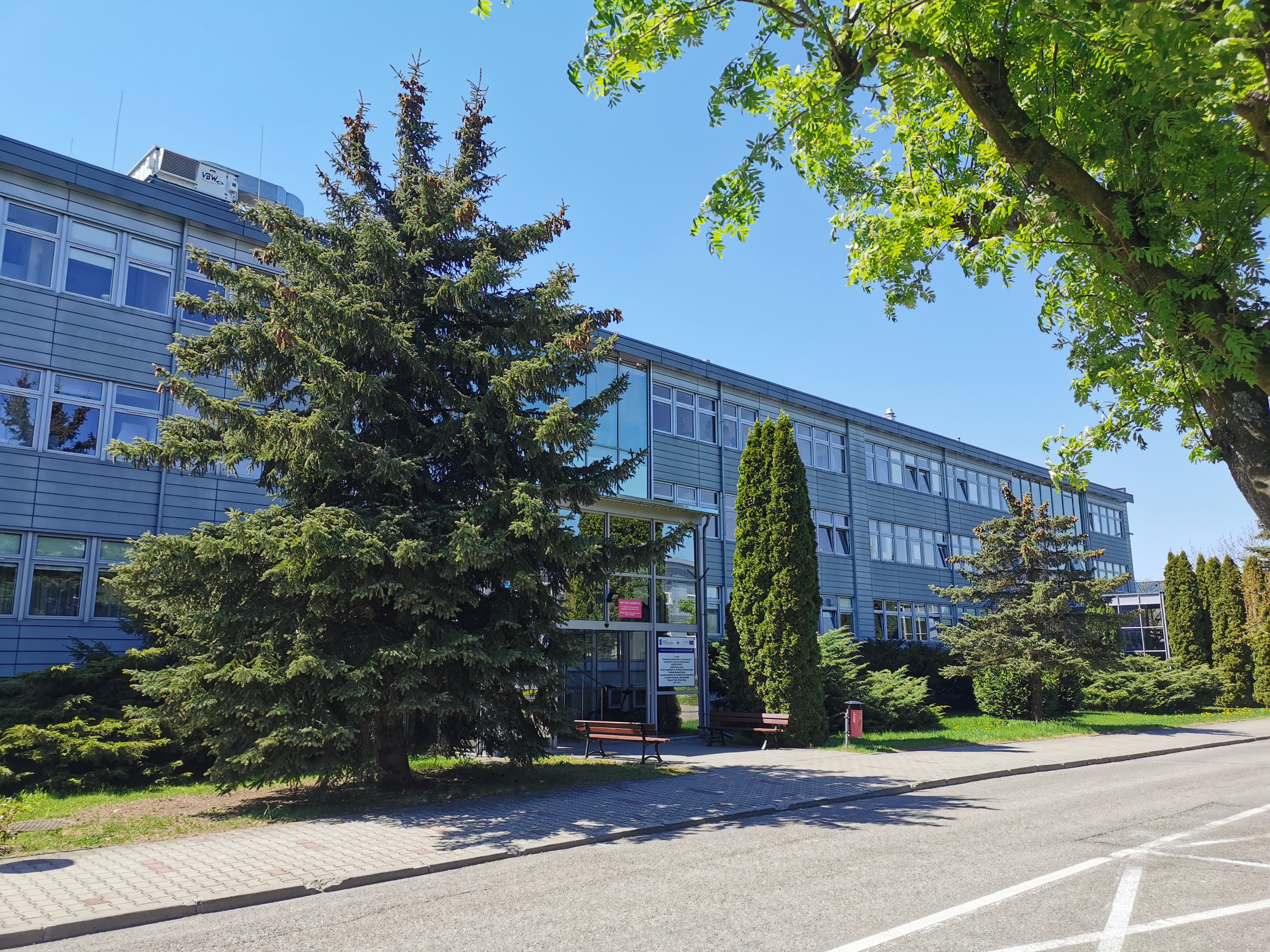
Fot. Agata Pacek-Bieniek

- Fot. Agata Pacek-BieniekFot. Agata Pacek-BieniekFot. Agata Pacek-Bieniek1986 – Zakład został przekształcony w Instytut Agrofizyki PAN

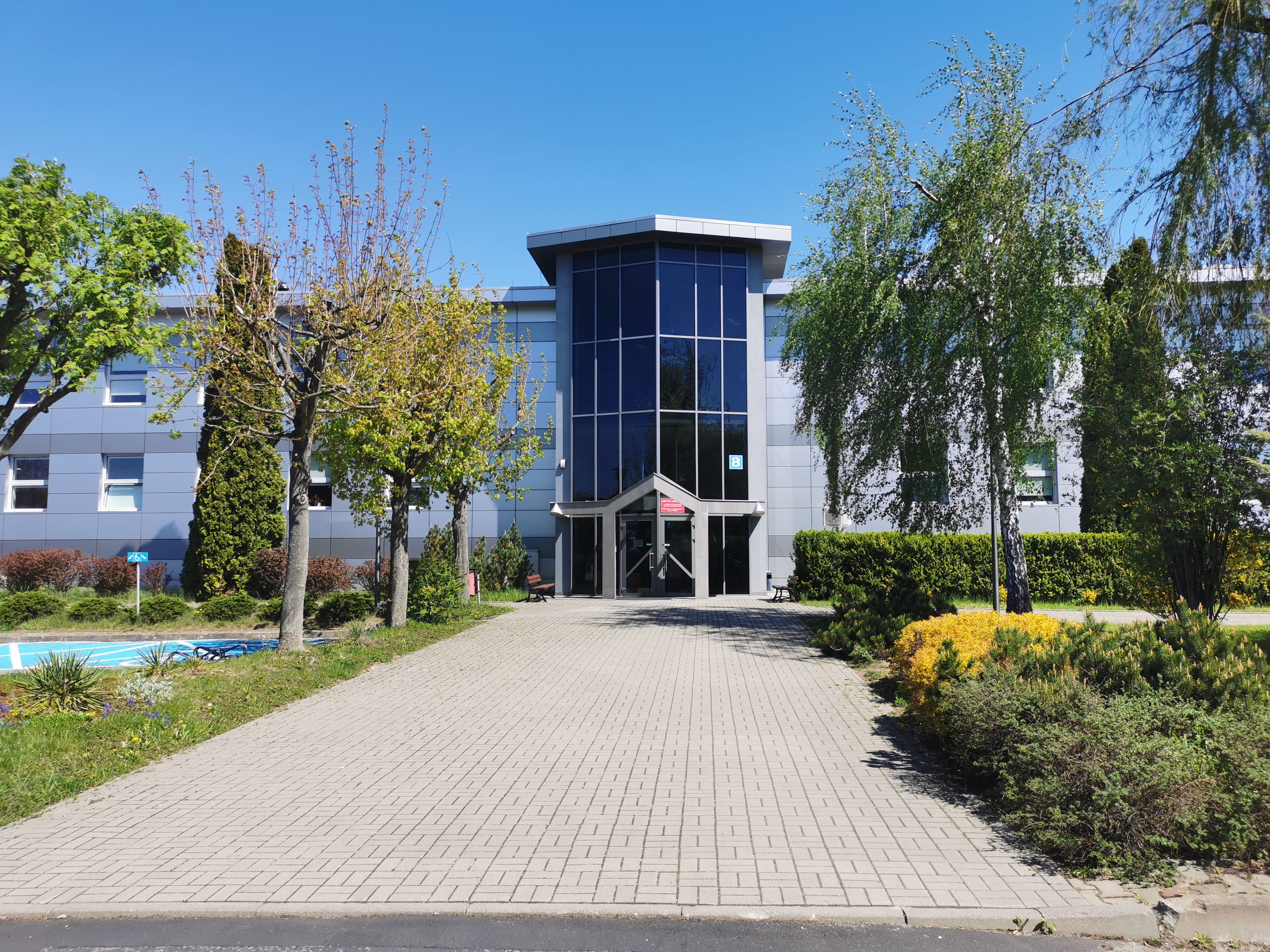
Fot. Agata Pacek-Bieniek

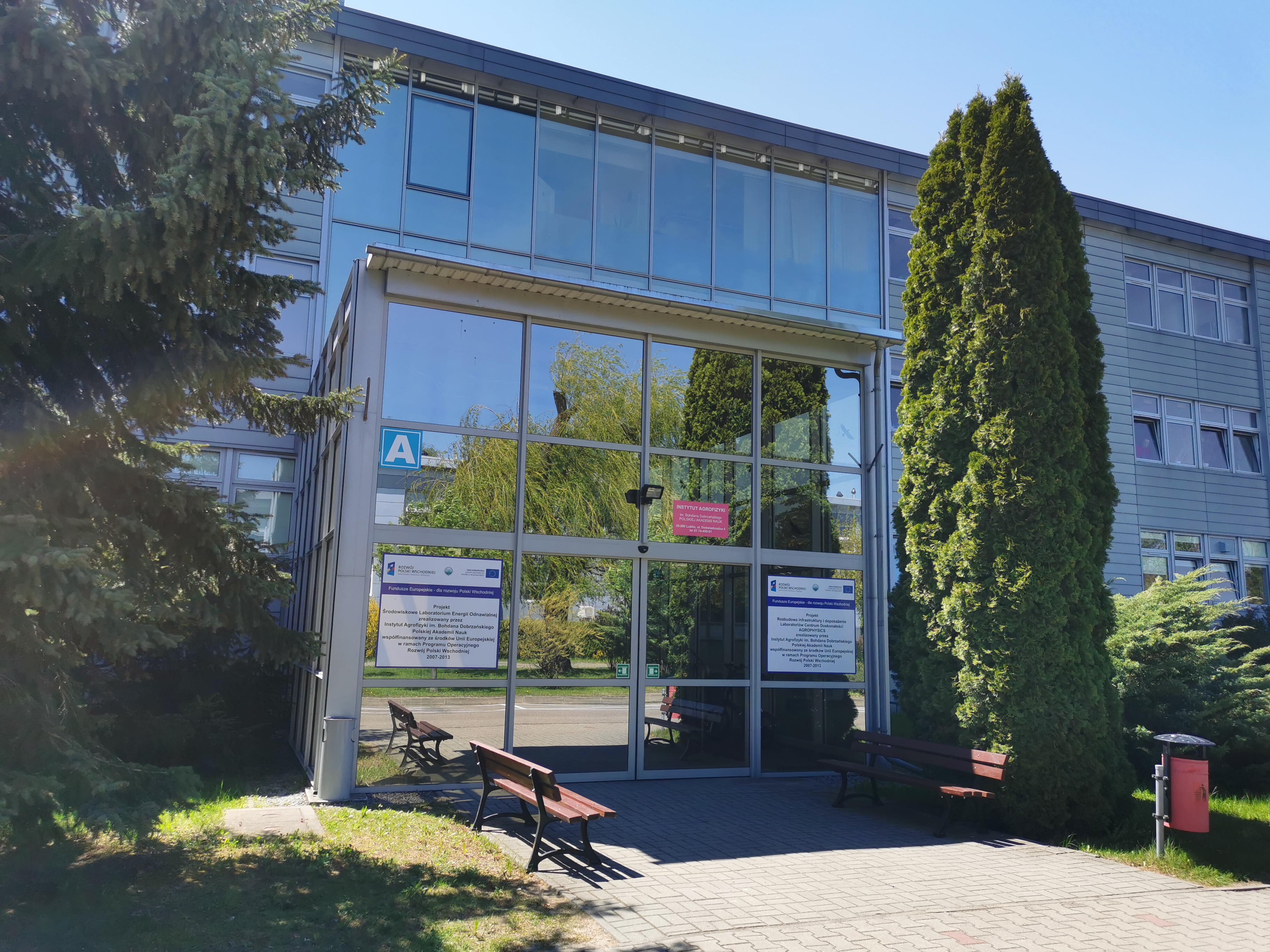
Fot. Agata Pacek-Bieniek

- 1989 – Instytut uzyskał prawo nadawania stopnia naukowego doktora nauk rolniczych w zakresie agronomii
- 1990 – Instytutowi nadano imię założyciela – prof. dr hab. Bohdana Dobrzańskiego, czł. rzecz. PAN
- 1992 – Instytut uzyskał uprawnienia do nadawania stopnia naukowego doktora habilitowanego nauk rolniczych w zakresie agronomii – agrofizyki
- 1998 – Instytut uzyskał osobowość prawną i został wpisany do rejestru Instytutów Polskiej Akademii Nauk

## Wydawnictwa
Instytut wydaje nasŧępujące czasopisma:
- International Agrophysics – periodyk koncentruje się na właściwościach fizycznych związanych z produkcją i przetwarzaniem biomasy.
- Polish Journal of Soil Science – półrocznik, wydawany jest w IAPAN wspólnie z Komitetem Gleboznawstwa i Chemii Rolnej PAN; publikuje artykuły dotyczące badań gleby, chemii rolnej, biologii gleb i technologii gleby.
- Acta Agrophysica – opisuje zastosowanie fizyki w produkcji i przetwarzaniu płodów rolnych.